# 特雷布尼茨河
50°52′10″N 13°48′51″E / 50.8695°N 13.8142°E
特雷布尼茨河是德國的河流，位於該國東部，流經薩克森自由州，處於東厄爾士山脈，屬於米格利茨河的右支流，河道全長12公里。